# Pietro Silva
Pietro Silva (Parma, 2 maggio 1887 – Bologna, 1º novembre 1954) è stato uno storico italiano.

## Biografia
Allievo dello storico Amedeo Crivellucci, studiò alla facoltà di lettere dell'Università di Pisa quale allievo della Scuola Normale Superiore, conseguendo la laurea nel 1910. Fu professore di storia prima all'Accademia navale di Livorno, poi dal 1923 al Magistero di Roma.
Debuttò, sulla scia della scuola giuridico-economica, con un saggio sul governo di Pietro Gambacorti in Pisa nel 1912, passando poi alla storia diplomatica con lavori di ampio respiro, quali Il Sessantasei e La Monarchia di luglio e l'Italia, entrambi del 1917.
Un classico fra i suoi lavori è Il Mediterraneo dall'unità di Roma all'unità d'Italia del 1927 (Il Mediterraneo. Dall'unità di Roma all'Impero Italiano, VII Edizione, I.S.P.I., Roma 1942), dove erano ben illustrate le vicende storiche del popoli mediterranei e la preparazione e la formazione dell'Impero italiano.
Fu seguace del principio di nazionalità, come lo intendeva Giuseppe Mazzini, prese parte al patto di Roma per il risveglio delle nazionalità oppresse nell'aprile del 1918, e non aderì mai al fascismo, che lo ignorò completamente durante il ventennio, essendo stato egli tra i firmatari del Manifesto degli intellettuali antifascisti di Benedetto Croce ed essendosi rifiutato di collaborare all'Enciclopedia italiana.
Alla vigilia del referendum istituzionale pubblicò un polemico libro dal significativo titolo Io difendo la Monarchia del 1946.

## Opere
- Il Mediterraneo dall'unità di Roma all'unità d'Italia
- Italia - Francia - Inghilterra nel Mediterraneo
- La Monarchia di luglio e l'Italia
- Il Sessantasei
- Aspetti e fasi del problema del Mediterraneo occidentale nell'ultimo secolo
- Corso di storia per licei classici e scientifici in  tre volumi, G. Principato
- Io difendo la Monarchia